# قره قاتش (مهاباد)
قرية قره قاتش (بالكردية: قەرەقاچ) هي إحدى القرى التابعة لـمنغور الشرقية في ريف قسم خليفان من مقاطعة مهاباد، في محافظة أذربیجان الغربیة الإيرانية.

## السكان
حسب إحصاءات سنة 2006، بلغ إجمالي السكان في قره قاتش 44 نسمة وعدد المساكن 8 مسكن. لغة سكان قره قاتش هي اللغة الكردية و هم من أهل السنة والجماعة والمذهب الشافعي.